# Đỗ Mười
Đỗ Mười, ursprungligen Nguyễn Duy Cống, född 2 februari 1917 i Hanoi, död 1 oktober 2018 i Hanoi, var en vietnamesisk politiker. Han var Vietnams premiärminister 1988–1991 och generalsekreterare i centralkommittén i Vietnams kommunistiska parti 1991–1997.
Đỗ Mười anslöt sig 1939 till Indokinesiska kommunistpartiet, sedermera Vietnams kommunistiska parti. Han greps 1941 av den franska kolonialmakten och dömdes till tio år i Hoa Lo-fängelset, men lyckades fly. Under Indokinakriget 1946–1954 innehade han flera positioner inom gerillarörelsen Vietminh, och 1955 blev Đỗ Mười vald till lokal partiordförande i staden Hai Phong. Därefter verkade han som vice minister för inrikeshandel 1956–1958 och minister för inrikeshandel 1958–1961; han blev också invald som ledamot i Vietnams nationalförsamling.
1960 valdes Đỗ Mười till partiets centralkommitté, och tjänstgjorde därefter som vice premiärminister 1969–1971 och 1976–1981. Han valdes 1986 in i politbyrån, och var 1988–1991 premiärminister i Vietnam. Đỗ Mười var sedan Vietnams kommunistiska partis generalsekreterare 1991–1997, och verkade därefter som rådgivare till centralkommittén 1997–2001. Politiskt ansågs han förespråka marknadsekonomiska reformer utan att vilja förändra Vietnams politiska system. Đỗ Mười avled vid 101 års ålder efter en tids sjukdom 2018, och var då den äldste levande f.d. stats- eller regeringschefen i världen.